# Christoph Diehm
Christoph Diehm, född 1 mars 1892 i Rottenacker, död 21 februari 1960 i Rottenacker, var en tysk SS-Brigadeführer och generalmajor i Waffen-SS och polisen. Han beklädde flera höga poster som SS- und Polizeiführer (SSPF), det vill säga SS- och polischef.

## Biografi
Från 1911 var Diehm militär till yrket och stred i första världskriget. I januari 1919 blev han medlem i en frikår och var samtidigt anställd vid Reichswehr. Diehm inträdde i Nationalsocialistiska tyska arbetarepartiet 1921 och efter det att partiet förbjudits inträdde han ånyo 1930. Diehm tillhörde Stahlhelm från 1926 till 1928. Sistnämnda år anslöt han sig till SA, men gick 1932 över till SS. Från 1936 till 1939 var Diehm chef för SS-Abschnitt I, vilket innebar att han var chef för SS-distriktet i München. Diehms distrikt ingick i SS-Oberabschnitt Süd.

### Andra världskriget
Under andra världskrigets fyra första år var Diehm i tur och ordning polischef i Gdingen, Saarbrücken och Metz. I september 1943 kommenderades han till staben hos Hans-Adolf Prützmann, som var Högre SS- och polischef i Ukraina. Själv blev Diehm SS- och polischef i Zjytomyr. År 1944 utsågs han till SS- och polischef i distriktet Galizien. Detta distrikt ingick i Generalguvernementet, det polska territorium som inte inlemmades med Tyska riket, utan ockuperades. Från augusti till september 1944 var Diehm kortvarig befälhavare för Ryska nationella befrielsearmén, som var en division inom Waffen-SS.
Som polischef i Gdingen var Diehm ansvarig för massmord på polacker och polska judar. Diehm ställdes aldrig inför rätta.

## Utmärkelser
Christoph Diehms utmärkelser
Första världskriget
- Järnkorset av första klassen
- Järnkorset av andra klassen
- Såradmärket i silver

- Landesorden

Andra världskriget
- Tilläggsspänne till Järnkorset av andra klassen
- Krigsförtjänstkorset av första klassen med svärd
- Krigsförtjänstkorset av andra klassen med svärd
- Såradmärket i silver
- Ärekorset (Ehrenkreuz für Frontkämpfer)
- SS Hederssvärd (Ehrendegen Reichsführer-SS)
- SS-Ehrenring (SS-Totenkopfring)